# Talk down
Als Talk Down (angelehnt an englisch calm down – sich beruhigen) bzw. Herunterreden wird die Beruhigung einer Person in drogenbedingten oder psychisch bedingten (z. B. akute Psychose) Angst-, Wut- oder Verwirrtheits-Zuständen durch besänftigende Worte bezeichnet.
Diese Methode, einen Bezug zur Realität wiederherzustellen, gehört zu den wichtigsten Aufgaben eines Tripsitters und/oder des Rettungsdienstes während eines psychischen Ausnahmezustandes.
Wenn der Talk Down nichts bewirkt und der Betroffene für sich oder andere eine Gefahr darstellt, muss ein Arzt oder der Rettungsdienst hinzugezogen werden, der mit Beruhigungsmitteln die Symptome des Betroffenen unter Umständen mindern kann und an die ärztliche Schweigepflicht gebunden ist.